# Londinium (album)
Pour les articles homonymes, voir Londinium (homonymie).
Albums de Archive
Take My Head
(1999)
Londinium est le premier album d'Archive, sorti en 1996.

## Description
Le titre de l'album est tiré du nom romain de Londres.
Les deux chanteurs sont Roya Arab (chant) et Rosko John (rap).
La piste no 9, Skyscraper, contient un sample de la chanson Mmm Skyscraper I Love You (en) (1993) de Underworld. Karl Hyde, de Underworld, joue également de la basse sur la piste Headspace, et également de la guitare sur la même piste, Darkroom, Londinium et Last Five.
L'album contient un morceau caché, intitulé Ubiquitous Wife Remix, qui commence 39 secondes après la fin de Last Five.

## Titres
| No  | Titre                 | Commentaire   | Durée |
| --- | --------------------- | ------------- | ----- |
| 1.  | Old Artist            |               | 4:03  |
| 2.  | All Time              |               | 3:51  |
| 3.  | So Few Words          |               | 6:13  |
| 4.  | Headspace             |               | 4:13  |
| 5.  | Darkroom              |               | 4:31  |
| 6.  | Londinium             |               | 5:19  |
| 7.  | Man-Made              |               | 4:38  |
| 8.  | Nothing Else          |               | 4:37  |
| 9.  | Skyscraper            |               | 4:26  |
| 10. | Parvaneh (Butterfly)  |               | 3:50  |
| 11. | Beautiful World       |               | 6:36  |
| 12. | Organ Song            |               | 2:22  |
| 13. | Last Five             |               | 5:49  |
| 14. | Ubiquitous Wife Remix | Morceau caché | 1:25  |